# Minnehaha County
Minnehaha County er et amt i den amerikanske delstat South Dakota. 

## Byer og landsbyer
- Baltic
- Brandon
- Colton
- Crooks
- Dell Rapids
- Garretson
- Hartford
- Humboldt
- Sherman
- Sioux Falls
- Valley Springs

43°41′N 96°47′V / 43.68°N 96.79°V